# Colleferro
Colleferro és un municipi italià, situat a la regió del Laci i a la ciutat metropolitana de Roma Capital. L'any 2011 tenia 22.142 habitants.